# Oligia latra
Oligia latra là một loài bướm đêm trong họ Noctuidae.